# 天主教貝萊-阿爾教區
天主教貝萊-阿爾教區（拉丁語：Dioecesis Bellicensis-Arsensis）是法國一個羅馬天主教教區，屬里昂總教區。
教區傳統上被認為成立於5世紀，第一位有文獻記載的主教出現於552年。1801年按1801年教務專約撤銷，1822年10月6日恢復。1988年1月23日易名至今。
教區位於安省，2012年有教友354,600人（佔轄區總人口60.7%）、340個堂區、192名司鐸。現任教區主教為帕斯卡·羅蘭。